# Каеміє-є Софла
Каеміє-є Софла (перс. قائميه سفلي) — село в Ірані, у дегестані Дабуй-є Джонубі, у бахші Дабудашт, шагрестані Амоль остану Мазендеран. За даними перепису 2006 року, його населення становило 304 особи, що проживали у складі 75 сімей.

## Клімат
Середня річна температура становить 17,32 °C, середня максимальна – 31,80 °C, а середня мінімальна – 3,59 °C. Середня річна кількість опадів – 790 мм.
| Клімат поселення                              | Клімат поселення | Клімат поселення | Клімат поселення | Клімат поселення | Клімат поселення | Клімат поселення | Клімат поселення | Клімат поселення | Клімат поселення | Клімат поселення | Клімат поселення | Клімат поселення | Клімат поселення |
| Показник                                      | Січ.             | Лют.             | Бер.             | Квіт.            | Трав.            | Черв.            | Лип.             | Серп.            | Вер.             | Жовт.            | Лист.            | Груд.            |                  |
| Середній максимум, °C                         | 11,10            | 11,70            | 14,69            | 20,62            | 24,48            | 28,37            | 31,55            | 31,80            | 28,98            | 23,83            | 18,34            | 14,03            |                  |
| Середня температура, °C                       | 7,35             | 7,95             | 10,93            | 16,86            | 20,71            | 24,60            | 26,69            | 26,94            | 24,12            | 18,97            | 13,49            | 9,18             |                  |
| Середній мінімум, °C                          | 3,59             | 4,18             | 7,18             | 13,11            | 16,97            | 20,85            | 21,83            | 22,09            | 19,27            | 14,10            | 8,62             | 4,31             |                  |
| Норма опадів, мм                              | 86               | 65               | 58               | 28               | 23               | 20               | 22               | 48               | 86               | 131              | 116              | 107              |                  |
| Середньомісячна швидкість вітру, м/с          | 1.90             | 2.40             | 2.42             | 2.26             | 2.34             | 2.77             | 2.66             | 2.14             | 2.00             | 1.80             | 1.80             | 1.84             |                  |
| Середньомісячна сонячна радіація, кДж/м²·день | 8316             | 10447            | 12523            | 15640            | 19771            | 21677            | 21598            | 18802            | 15284            | 12149            | 9567             | 7880             |                  |
| --------------------------------------------- | ---------------- | ---------------- | ---------------- | ---------------- | ---------------- | ---------------- | ---------------- | ---------------- | ---------------- | ---------------- | ---------------- | ---------------- | ---------------- |
| Джерело:                                      |                  |                  |                  |                  |                  |                  |                  |                  |                  |                  |                  |                  |                  |